# Танг-Ла (станция)
Железнодорожная станция и одноимённый перевал пишутся Танг-Ла. См. также Тангла (значения)
Танг-Ла (кит. упр. 唐古拉站, пиньинь Tánggǔlā zhàn, палл. Тангула чжань) — железнодорожная станция, находится в уезде Амдо в Тибетском автономном районе Китая. На данный момент это самая высокогорная железнодорожная станция в мире. Расположена на одноимённом перевале на высоте 5068 м над уровнем моря. Путевое развитие состоит из трёх путей, обслуживаемых двумя железнодорожными платформами. На станции нет обслуживающего персонала. Длина станции — 1,25 км, занимаемая ею площадь — 77 002 м².
Горы Тангла хотя и высоки над уровнем моря, но не столь высоки по отношению к Тибетскому плато, на котором они находятся, и склоны их весьма пологи. Ещё Пржевальский, пересёкший этот хребет в 1879 г., дальновидно отмечал, «что через Тан-ла удобно могла бы пройти железная дорога».
Строительство станции началось в марте 2003 года силами более 260 рабочих под руководством директора строительства Ли Бина (李冰) и парторга Сунь Лэцюня (孙乐群).
Станция была открыта 1 июля 2006 года. До её открытия самой высокой железнодорожной станцией мира был разъезд Тиклио в Перу (4829 м), за ним следовали станция Кондор на линии между Рио-Мулатос и Потоси в Боливии (4786 м) и станция Галера в Перу (4781 м). После открытия Цинхай-Тибетской железной дороги на ней оказались сразу пять самых высоких железнодорожных станций в мире.

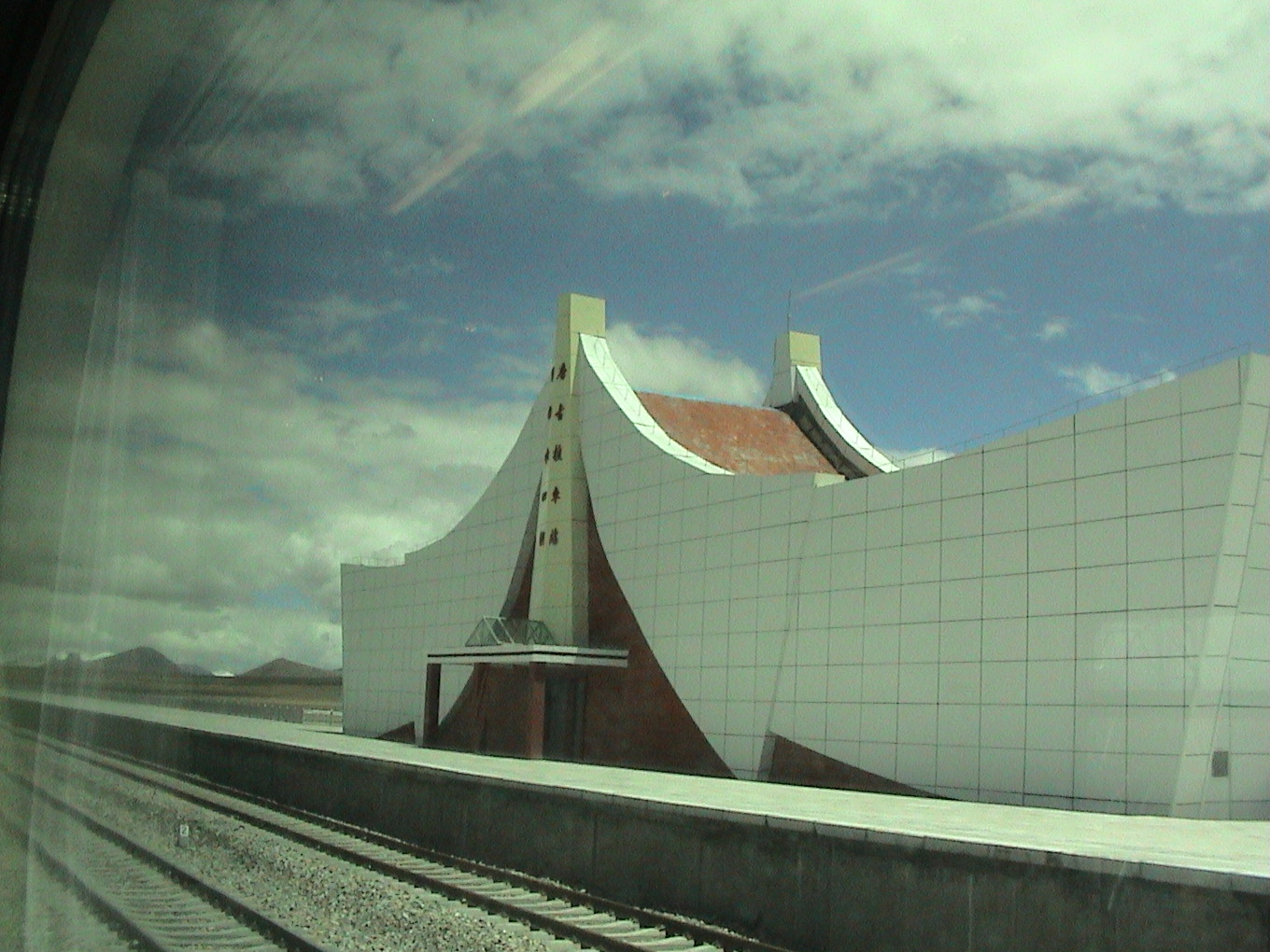
Здание станции

Станция находится в километре от наивысшей точки магистрали (5072 м). Её положение выбрано так, чтобы обеспечивать красивые виды с платформы.
По состоянию на 2009 год станция использовалась в качестве разъезда, то есть поезда на станции останавливались (для пропуска встречного состава), но двери не открывались, и посадка и высадка пассажиров не производилась.